# Patera de Bremer
Bremer Patera
Pour les articles homonymes, voir Bremer.
La patera de Bremer (désignation internationale : Bremer Patera) est une patera située sur Vénus dans le quadrangle de Meskhent Tessera. Elle a été nommée en référence à Fredrika Bremer, écrivaine et féministe suédoise (1801–1865).